# Trosly-Breuil
Trosly-Breuil är en kommun i departementet Oise i regionen Hauts-de-France i norra Frankrike. Kommunen ligger i kantonen Attichy som tillhör arrondissementet Compiègne. År 2022 hade Trosly-Breuil 2 024 invånare.

## Befolkningsutveckling
Antalet invånare i kommunen Trosly-Breuil
| Referens: INSEE |